# Giải của Hội phê bình phim New York cho quay phim xuất sắc nhất
Giải của Hội phê bình phim New York cho quay phim xuất sắc nhất là một trong các giải mà Hội phê bình phim New York trao hàng năm cho quay phim xuất sắc nhất. Giải này được thiết lập từ năm 1980.
Dười đây là danh sách các phim và người quay phim đoạt giải:

### Thập niên 1980
- 1980: Tess

người quay phim Ghislain Cloquet và Geoffrey Unsworth
- 1981: Chariots of Fire

người quay phim David Watkin
- 1982: Sophie's Choice

người quay phim Néstor Almendros
- 1983: Zelig

người quay phim Gordon Willis
- 1984: The Killing Fields

người quay phim Chris Menges
- 1985: Out of Africa

người quay phim David Watkin
- 1986: A Room with a View

người quay phim Tony Pierce-Roberts
- 1987: The Last Emperor

người quay phim Vittorio Storaro
- 1988: Der Himmel über Berlin (Wings of Desire)

người quay phim Henri Alekan
- 1989: Do the Right Thing

người quay phim Ernest R. Dickerson

### Thập niên 1990
- 1990: The Sheltering Sky

người quay phim Vittorio Storaro
- 1991: Barton Fink

người quay phim Roger Deakins
- 1992: The Player

người quay phim Jean Lépin
- 1993: Schindler's List

người quay phim Janusz Kaminski
- 1994: Ed Wood

người quay phim Stefan Czapsky
- 1995: Yao a yao yao dao waipo qiao (Shanghai Triad)

người quay phim Lü Yue
- 1996: Breaking the Waves và Dead Man

người quay phim Robby Müller
- 1997: Kundun

người quay phim Roger Deakins
- 1998: The Thin Red Line

người quay phim John Toll
- 1999: The Straight Story

người quay phim Freddie Francis

### Thập niên 2000
- 2000: Crouching Tiger, Hidden Dragon (Wo hu cang long)

người quay phim Peter Pau
- 2001: In the Mood for Love (Fa yeung nin wa)

người quay phim Christopher Doyle và Pin Bing Lee
- 2002: Far from Heaven

người quay phim Todd Haynes và Edward Lachman
- 2003: Elephant và Gerry

người quay phim Harris Savides
- 2004: Ying xiong (Hero)

người quay phim Christopher Doyle
- 2005: 2046

người quay phim Christopher Doyle, Lai Yiu Fai và Kwan Pun Leung
- 2006: Pan's Labyrinth (El laberinto del fauno)

người quay phim Guillermo Navarro
- 2007: There Will Be Blood

người quay phim Robert Elswit
- 2008: Slumdog Millionaire

người quay phim Anthony Dod Mantle
Bản mẫu:NYFCC Awards Chron